# The Evil Eye (film 1913)
The Evil Eye è un cortometraggio del 1913 diretto da Romaine Fielding.

## Trama
Alma Bendadoso, per lungo tempo lontano dalla sua casa natale, mandato a dire ai suoi seguaci che sta tornando al suo castello allo scopo di insegnare la vera parola di Dio. 